# Lucien Beauduin
Pour les articles homonymes, voir Beaudouin.
Henri Joseph Lucien Beauduin, né le 20 mai 1869 à Roost-Krenwik et mort le 31 mai 1946 à Saint-Gilles (Bruxelles) fut un sénateur libéral et industriel belge, ingénieur agronome de l'UCL.
Il fut fort impliqué dans l'industrie sucrière belge en tant que directeur de la Raffinerie tirlemontoise. Il fut président du conseil d'administration du Crédit Immobilier de Belgique. Il présidera notamment le Conseil International du Sucre. 

Il fut conseiller communal de Tirlemont et ensuite bourgmestre de Lubbeek; il fut coopté sénateur de 1929 à 1932.

## Titres et décorations
- Grand officier de l'ordre de Léopold
- Ambassadeur du Roi en Turquie.